# Kąty (gmina Lubień Kujawski)
Kąty – wieś w Polsce położona w województwie kujawsko-pomorskim, w powiecie włocławskim, w gminie Lubień Kujawski.
| SIMC    | Nazwa    | Rodzaj    |
| ------- | -------- | --------- |
| 1035176 | Stefanów | część wsi |

W latach 1975–1998 miejscowość należała administracyjnie do województwa włocławskiego. Według Narodowego Spisu Powszechnego (III 2011 r.) liczyła 76 mieszkańców. Jest 36. co do wielkości miejscowością gminy Lubień Kujawski.